# NGC 4634
NGC 4634 este o galaxie spirală situată în constelația Părul Berenicei. A fost descoperită în 14 ianuarie 1787 de către William Herschel. Se află la o distanță de 16,5 megaparseci de Pământ.